# Cophixalus shellyi
Cophixalus shellyi es una especie de anfibio anuro del género Cophixalus de la familia Microhylidae.

## Distribución geográfica
Originaria de Nueva Guinea.